# Typhonia onthostola
Typhonia onthostola is een vlinder uit de familie van de zakjesdragers (Psychidae). De wetenschappelijke naam van de soort is, als Melasina onthostola, voor het eerst geldig gepubliceerd in 1937 door Edward Meyrick. De combinatie in Typhonia werd in 2011 door Sobczyk gemaakt.

## Type
- type: niet gespecificeerd
- instituut: BMNH, Londen, Engeland.
- typelocatie: "India, Mumbay, North Kanara."